# 泰坦海洋探测器
泰坦海洋探测器（英語：Titan Mare Explorer），简称时间号（TiME），是一艘用于探索土星的卫星-土卫六的着陆器。“时间号”是一项成本相对较低的外行星探索任务，旨在测量土卫六上的有机成分，并对外星海洋进行首次航海探索，分析它的性质并观察海岸线。作为发现级任务，时间号的设计成本上限为4.25亿美元，不包含运载火箭费用。该任务是2009年“普罗希米研究公司”(Proxemy Research)向美国宇航局提交的一项类似侦察兵的开拓性任务，最初被列入美国宇航局发现计划中。在发现级任务参选中，“时间号”任务设计一度进入决赛，但最终落选，2013年曾向美国参议院申请专款也未果。

## 发现级决赛提案
时间号是2011年5月获得300万美元用于实施详细概念研究的三项发现任务入围方案之一。另外两项任务是“洞察号”和“彗星跳跃者”。经2012年年中审查，美国宇航局于2012年8月宣布，最终选择为“洞察号”火星任务。
具体来说，如只能在2025年底前发射，时间号将于2030年代中期抵达，届时，北方正处于隆冬时节，这意味着土卫六北极附近的海洋尚笼罩在一片黑暗之中，无法直接与地球通信。
太阳系十年调查报告也提及过降落土卫六湖泊或海洋的任务，此外，2009年提议于2020年发射的旗舰土卫六－土星系统任务，也包含一艘由电池供电的短期型湖泊着陆器。发射机遇稍纵即逝，下一次窗口将在2023-2024年，也是这一代人的最后一次机会。

## 历史
2006年7月22日在土卫六北半球发现的湖泊和海洋证实了该星球上存在液体碳氢化合物的猜想，此外，以前对南极风暴的观测和对赤道区风暴的新观测均提供了甲烷活动-生成过程的证据，可能是来自土卫六内部的冰火山特征。
土卫六大部分地区几个世纪来都没有过降雨，但两极的降水估计可能更频繁。
据认为土卫六的甲烷循环类似于地球上的水循环，气象运动的流体以雨、云、河流和湖泊的形式存在。时间号将直接观察土卫六的甲烷循环，以帮助了解它与地球水循环的异同点。如果美国宇航局选择了时间号任务，卡西尼雷达小组成员暨现任美国宇航局首席科学家“埃伦·雷妮·斯托凡”(Ellen Renee Stofan)将作为该任务的首席研究员，任务管理则由约翰·霍普金斯大学应用物理实验室负责，洛克希德·马丁公司承担时间号航天舱建造，应用物理实验室、戈达德太空飞行中心和马林空间科学系统公司分别提供所需的科学探测仪器。

## 目标

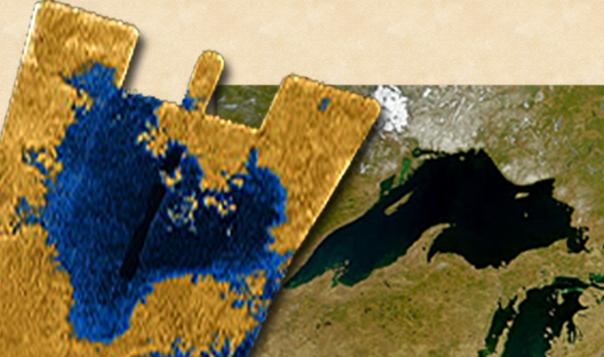
丽姬亚湖(左)与地球上的苏必利尔湖大小比较

时间号将在2016年由 大力神5号 411型火箭发射升空，2023年抵达土卫六，目标湖泊为丽姬亚海(北纬78°，西经250°)。该湖泊是迄今为止发现的最大泰坦湖之一，表面积约为10万公里2，备选目标是克拉肯海。

## 科学目标
泰坦海洋探测器将进行为期7年的星际直航，期间没有飞越其它天体的任务。部分科学测量将在进入和下降过程开始进行，但只在探测器溅落后才进行数据传输。此任务的科学目标是：
1. 测定土卫六海洋的化学成分，仪器：质谱仪(MS)、气象和物理特性包(MP3)。
2. 测定土卫六海洋的深度，仪器：气象和物理特性包(声纳)(MP3)。
3. 土卫六海洋过程限制，仪器：气象和物理特性包(MP3)、下降和地面相机。
4. 测定白昼期间海上气象变化，仪器：气象和物理特性包(MP3)、摄像机。
5. 描述海上大气层特征，仪器：气象和物理特性包(MP3)、摄像机。

负责为航天器制造和操纵摄像系统的马林太空科学系统公司，与美国航天局签署了早期开发合同，以进行初步设计研究，探测器将安装两台相机，一台在降落到丽姬海表面时拍照，另一台在降落后拍照。
霍普金斯大学应用物理实验室将制作一套气象和物理特性探测组件(MP3)，该装置将测量风速和风向、甲烷湿度、“水线”以上的气压和温度、浊度、海温、声速和地表下介电特性。声纳将测量水深，进行声传播模拟，并在液氮温度下测试声纳换能器，以显示在土卫六环境条件下的性能。

## 电源

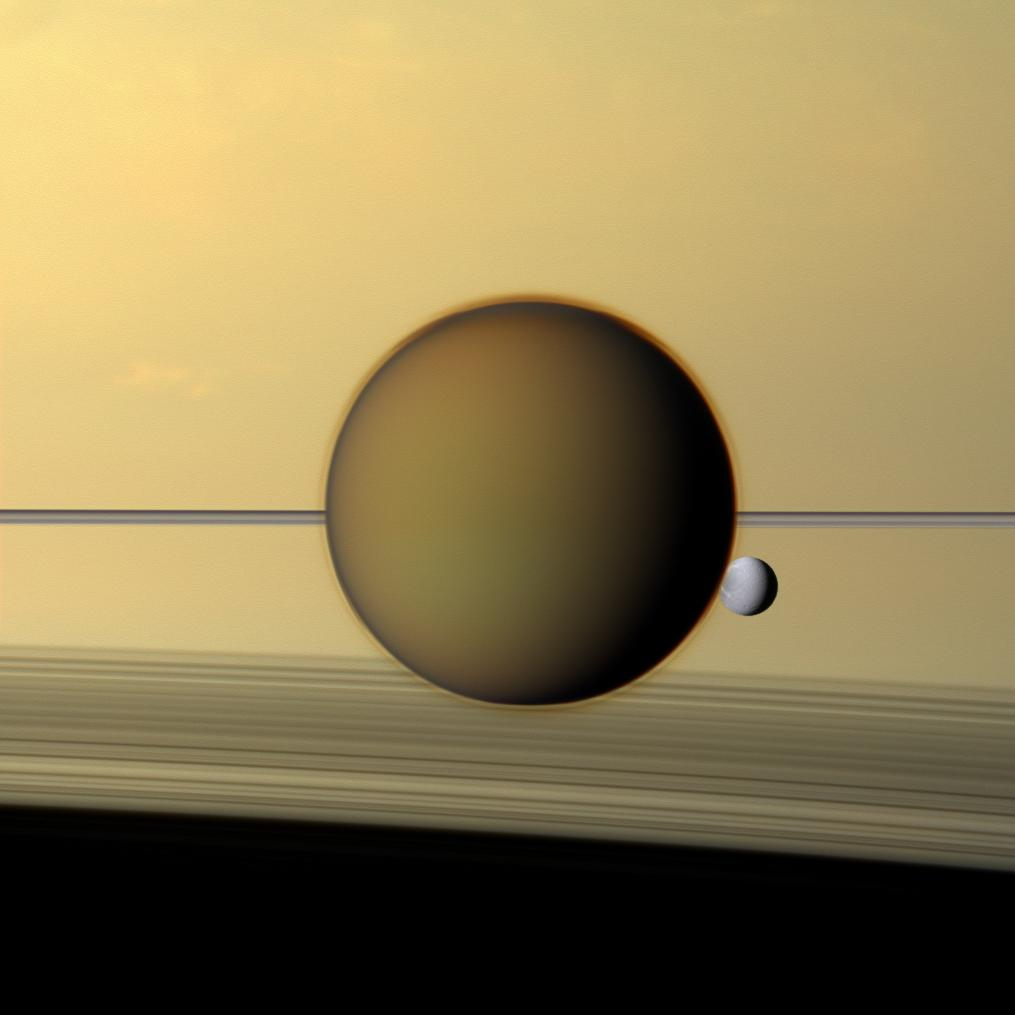
位于土星和土卫四狄俄涅前面的土卫六

土卫六厚厚的大气层及远离太阳的微弱阳光排除了使用太阳能电池板的可能性，如果美国宇航局选定了该任务，时间号登陆器将试用先进斯特林放射性同位素发电机(ASRG)，一种旨在为各种登陆系统和其他行星任务提供长期电源的原型机。就本任务来说，它将用于两种环境：深空和非陆地大气层。该发电机是一种使用斯特林功率转换技术的放射性同位素发电系统，预计可产生140–160瓦的电力，其效率是目前使用的放射性同位素热电机(RTG)的四倍。其质量只有28千克，标准使用寿命14年。虽然它还在继续研究，此后，美国宇航局取消了与洛克希德公司的合同(该合同原为2016年发射做准备的)，并决定依靠现有的“多任务放射性同位素热电发生器”(MMRTG)
进行远程探测。
 
指标规格
- ≥14 年寿命；
- 额定功率: 140 瓦；
- 质量 ~ 28 千克；
- 系统效率: ~ 30%；
- 二台GPHS钚238模块；
- 使用0.8千克钚-238。

降落舱将不需要推进：风力和可能的潮流预计将推动这艘浮力舱在海上航行数月。

## 通信
该飞行器将直接与地球通信，原则上在抵达后的数年内可保持间歇性联系，最终，地球将会在2026年从丽姬亚海地平线上消失。在2035年前，它将无法向地球发送数据。

## 表面状况
模型表明，在时间号任务预定的季节，丽姬亚海上的波浪通常不超过0.2米(0.66英尺)，在数月之中偶尔会达到略高于0.5米(1.6英尺)。经过模拟评估了降落舱对海浪的反应以及可能在岸上搁浅的情况。受海流和海风的推动，预计降落舱将以0.1米/秒的速度在海面漂移，常规速度为0.5米/秒，不超过1.3米/秒(4.2英尺/秒)。探测器将不配备推进装置，虽然它的运动无法控制，但对其连续位置的了解可以进一步优化探测内容，如湖深、温度变化和海岸成像。一些曾建议的定位技术有多普勒频移测量、太阳高度测量和甚长基线干涉测量等。

## 潜在可居住性
一些研究人员认为土卫六是寻找外星生命最重要的地方，有机会发现与地球不同生化类型的生命形式。一些科学家推测，如果土卫六上的碳氢化合物越过了从无机质到某种生命形式的界限，就将很难被发现。此外，由于土卫六非常寒冷，构建复杂生化结构所需的能量有限，任何水基生物在缺乏热源的情况下都会被冻结。然而，一些科学家提出，假设的生命形式有可能存在于甲烷基溶剂中。时间号任务首席研究员埃伦·斯托凡认为，我们所知的生命不可能存在于土卫六海洋中，但她说，“海洋中的化学物质可能会让我们深入了解有机系统是如何向生命进化的”。

## 类似任务概念
- 虽然目前还没有资助探测泰坦湖的登陆任务，但科学界的兴趣正在提升[30]。 美国宇航局的一位研究人员提出，若时间号一旦被发射，合乎逻辑的后续任务将是一艘名为“泰坦潜艇”的湖泊潜水器[30][31]
- 一台由电池供电的湖泊着陆器被认为是土卫六－土星系统任务(TSSM)旗舰研究的一部分，它将使用土星轨道飞行器作为中继；在2010年美国宇航局行星科学十年调查报告中，也简要考虑了一系列不同的湖泊着陆器[32]。
- 2012年欧洲行星科学大会上，欧空局提出了一种“泰坦湖实地取样推进探测器”的湖泊探测舱，简称“塔利塞号”(TALISE)[33][34]。主要区别在于推进系统部分，可能会使用一具在泥泞和液体环境中工作的阿基米德螺旋，然而，这一努力还只是一个简单的概念研究。

## 延伸阅读
- 拉尔夫·洛伦茨. . 英国海恩斯手册. 2018年. ISBN 978-1785211119.

## 另请参阅
- 土卫二和土卫六探测器 (E2T)
- 土卫二和土卫六之旅 (JET)
- 俄刻阿诺斯号
- 泰坦湖实地取样推进探测器 (TALISE)
- 放射性同位素热能发电机